# Крис Маркер
Крис Марке́р (фр.  Chris Marker), настоящее имя — Кристиан-Франсуа Буш-Вильнёв (фр. Christian-François Bouche-Villeneuve; 29 июля 1921 года, Нёйи-сюр-Сен — 29 июля 2012 года, Париж) — французский кинорежиссёр-документалист, фотограф и писатель, признанный во всём мире мастер и реформатор документального кино, создатель жанра фильма-эссе. Наиболее известные работы Маркера — «Взлётная полоса» (1962), «Цвет воздуха — красный» (фр., 1977) и «Без солнца» (1983).

## Жизнь и творчество
Во время Второй мировой войны участвовал в партизанском отряде (маки).
Позже занялся журналистикой и в Espirit познакомился с Андре Базеном. Маркер сблизился с группой «Левый берег / Rive gauche»: помимо него в нее входили Ален Рене, Жак Деми и Аньес Варда. После войны много путешествовал, в том числе — по странам социализма (Китай, СССР, Вьетнам, Куба, Чехословакия, Чили при Сальвадоре Альенде и др.). В фильме «Цвет воздуха — красный» отобразился его опыт наблюдения за подъёмом движения новых левых в 1960-х (первая часть, «Хрупкие руки») и спадом в 1970-х (вторая часть, «Отсеченные руки»).
В 1962 году основал объединение S.L.O.N. (аббревиатура для Société pour le lancement des oeuvres nouvelles – Общество для продвижения новых произведений), куда вошли режиссеры-приверженцы левых политических взглядов.   В 1974 году объединение сменило название на I.S.K.R.A. (Images, Sons, Kinescope, Réalisations, Audiovisuelles)  и продолжит свою деятельность уже без него.
Исследовал парадоксальные возможности монтажных склеек. Пропагандировал творчество Александра Медведкина, с которым переписывался. После фильма-эссе (так назвал созданный им жанр крупнейший теоретик кино Андре Базен) «Без солнца» (1983) увлекся цифровыми технологиями, сохраняя неутомимый дух поиска. Скончался 29 июля 2012 года — в день своего 91-летия.
Маркер никогда не скрывал своего философского и эстетического долга перед хичкоковским «Головокружением» и ранними советскими классиками. С последними его сближает завороженность монтажным процессом, представление, что именно монтаж придаёт смысл изображенному на экране. «Головокружение» представлялось ему идеальным фильмом об образе образа и о месмерической привлекательности изображения.
В 1990-е годах обратился к использованию цифровых технологий, при помощи которых создал фильмы «Level 5» (1996) и «Immemory» (1998, 2008).
Работал с А. Рене над фильмами «Статуи тоже умирают» (1953) и «Ночь и туман» (1955), которые вошли в золотой фонд мировой кинодокументалистики. Работал также с В.Боровчиком над фильмом Астронавты (1959), c Йорисом Ивенсом, Петером Кассовицем (отцом Матьё Кассовица), Мигелем Литтином, Душаном Макавеевым и др. Автор документальных лент о таких кинорежиссёрах, как Акира Куросава (1985), Александр Медведкин (1992), Андрей Тарковский (2000), о художниках Христо, Матта.

## Избранная фильмография
- «Воскресенье в Пекине» (1956)
- «Письмо из Сибири» (1957)
- «Описание одной битвы» (1960)
- ¡Cuba Sí! (1961)
- «Взлётная полоса» (1962)
- «Прекрасный май» (1963)
- «Тайна Кумико» (1965)
- «Будь у меня четыре дромадера» (1966)
- «Далеко от Вьетнама» (1967)
- «Одиночество певца на длинную дистанцию» (1974, об Иве Монтане)
- «В глубине воздух красный» (1977)
- «Без солнца» (1983)
- «АК» (1985)
- «В честь Симоны Синьоре» (1986, о Симоне Синьоре)
- «Зверинец» (1990, три коротких видео-хайку)
- «Гробница Александра, или Последний большевик» (1992, об Александре Медведкине)
- «Пятый уровень» (1997)
- «Один день из жизни Андрея Арсеньевича» (2000, об Андрее Тарковском)
- «Воспоминание о будущем» (2001)
- «Коты в городе» (2004)

## Маркер о кино
- Commentaires 1. Paris: Seuil, 1961
- Commentaires 2. Paris: Seuil, 1967

## Признание
Премии Венецианского (1963), Лейпцигского (1963), Краковского (1973) и Берлинского (1961, 1983) кинофестивалей, премия Жана Виго (1963), премия Британского киноинститута (1983), премия «Сезар» (1983) и другие награды.